# فيكتور موريرا
فيكتور موريرا (5 أكتوبر 1982 بماركو دي كانافيسس في البرتغال - ) هو لاعب كرة قدم أندوري في مركز الوسط. شارك مع منتخب أندورا لكرة القدم. أما مع النوادي، فقد لعب مع سانت جوليا ونادي لوسيتانوس وFC Rànger's ‏.

## وصلات خارجية
- فيكتور موريرا على موقع الاتحاد الدولي (مؤرشف)  (الإنجليزية)
- فيكتور موريرا على موقع الاتحاد الأوربي (الإنجليزية)
- فيكتور موريرا على موقع قاعدة بيانات كرة القدم.إي يو (الإنجليزية)
- فيكتور موريرا على موقع ناشيونال فوتبول تيمز (الإنجليزية)
- فيكتور موريرا على موقع Soccerway.com (الإنجليزية)